# Долен (Смолянська область)
До́лен (болг. Долен) — село в Смолянській області Болгарії. Входить до складу общини Златоград.

## Населення
За даними перепису населення 2011 року у селі проживали 1323 особи.
Національний склад населення села:
| Національність   | Кількість осіб | Відсоток |
| ---------------- | -------------- | -------- |
| болгари          | 803            | 93,6%    |
| турки            | 0              | 0%       |
| цигани           | 0              | 0%       |
| інша             | 44             | 5,1%     |
| не визначились   | 11             | 1,3%     |
| Всього відповіли | 858            |          |

Розподіл населення за віком у 2011 році:
Динаміка населення: